# Selago viscosa
Selago viscosa är en flenörtsväxtart som beskrevs av Robert Allen Rolfe. Selago viscosa ingår i släktet Selago och familjen flenörtsväxter. Inga underarter finns listade i Catalogue of Life.